# فراموشی (فیلم ۲۰۱۳)
فراموشی (به انگلیسی: Oblivion) فیلمی علمی تخیلی و پسا رستاخیزی محصول سال ۲۰۱۳ آمریکا به کارگردانی جوزف کوشینسکی است. در این فیلم بازیگرانی همچون تام کروز، اولگا کوریلنکو، آندره‌آ ریسبرو، نیکولای کاستر-والدو، ملیسا لیو و مورگان فریمن ایفای نقش کرده‌اند.
فیلمنامه بر اساس رمان گرافیکی منتشر نشده بلکه فقط ادای احترام به فیلم های علمی تخیلی دهه ۱۹۷۰، یعنی حکایت‌های مریخ است.

## خلاصه داستان
داستان فیلم روایتی است در آینده‌ای دور، یک مأمور کارآزموده به کره زمین که اکنون تنها ویرانه‌ای از آن باقی مانده، فرستاده شده‌است تا منابع باقی مانده آن را شناسایی کند. اما در این حین برای او در مورد ماموریتش سوالاتی پیش می‌آید و در پی پاسخ این سوالات میرود اما...

## فیلمبرداری

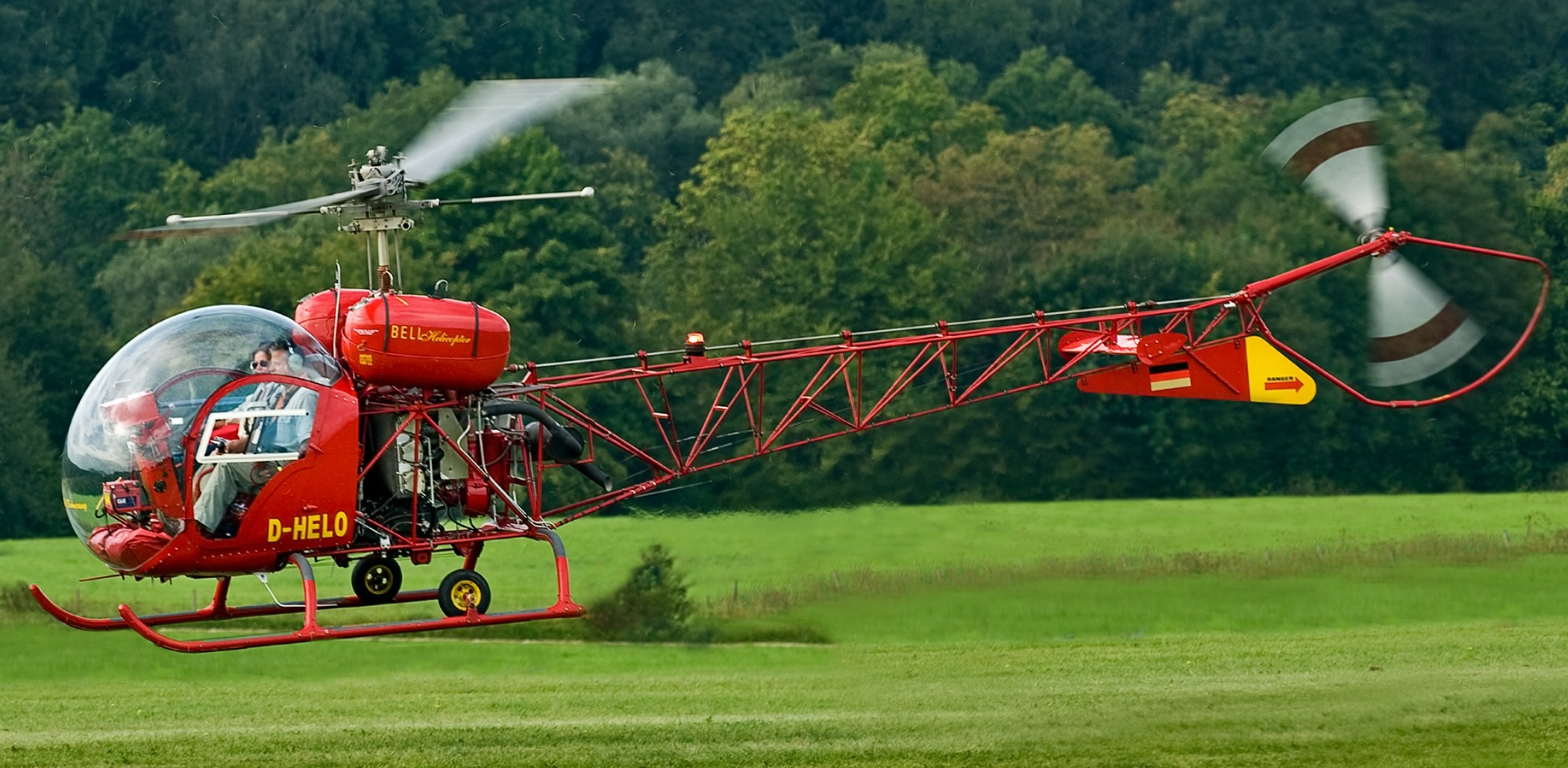
هلیکوپتر بل 47، عکس گرفته شده در "OTT" 2011. در فرودگاه Hahnweide، آلمان.

تولید در ۱۲ مارس ۲۰۱۲ آغاز شد و در ۱۴ جولای ۲۰۱۲ به پایان رسید. مکان‌های فیلمبرداری شامل بتن‌روژ، لوئیزیانا و نیواورلئان بود.